# Dammartin-les-Templiers
Dammartin-les-Templiers är en kommun i departementet Doubs i regionen Bourgogne-Franche-Comté i östra Frankrike. Kommunen ligger i kantonen Roulans som tillhör arrondissementet Besançon. År 2022 hade Dammartin-les-Templiers 207 invånare.

## Befolkningsutveckling
Antalet invånare i kommunen Dammartin-les-Templiers
Referens:INSEE